# Schlacht bei Mehrnbach
Kap Finisterre – Wertingen – Günzburg – Haslach-Jungingen – Elchingen – Ulm – Trafalgar – Caldiero – Mehrbach – Lambach – Bodenbühl – Steyr – Amstetten – Mariazell – St. Pölten – Kap Ortegal – Dürnstein – Schöngrabern – Wischau (Vyškov) – Austerlitz – San Domingo
Die Schlacht bei Mehrnbach (auch Schlacht von Ried) war ein Scharmützel des Dritten Koalitionskrieges der Napoleonischen Kriege, bei dem am 30. Oktober 1805 die Nachhut der unter dem Befehl von General Kutusow stehenden, sich zurückziehenden Truppen der österreichisch-russischen Koalition von den französischen Truppen unter Marc-Antoine de Beaumont aufgerieben wurde.

## Vorgeschichte
Die Schlacht bei Mehrnbach fand unmittelbar nach der Kapitulation der österreichischen Truppen in Ulm statt, von wo der Grande Armée der Weg nach Wien offenstand. Die französischen und bayerischen Truppen folgten den sich zurückziehenden österreichischen Verbänden unter Kienmayer, die sich bei Braunau mit russischen Truppen vereinigt hatten. In Braunau übernahm Maximilian von Merveldt das Kommando über die österreichischen Truppen und führte diese Richtung Wien. Im Donauraum kam es zu mehreren Nachhutgefechten.

## Verlauf
Von Braunau kommend, marschierten die französischen Truppen auf Ried zu und wurden bei Mehrnbach von der österreichischen Kavallerie in Kampfhandlungen verwickelt. Murat griff die auf den Höhenzügen aufgestellte Kavallerie an und warf sie zurück. Zugleich geriet eine vor Mehrnbach postierte österreichische Kompanie der Infanterie in französische Gefangenschaft. Die staatliche französische Zeitung Moniteur bezeichnete die wenig bedeutsamen Kampfhandlungen als die siegreiche Schlacht von Ried.

## Auswirkungen
Den österreichisch-russischen Verbänden gelang es nicht, die rasch vorrückenden Truppen der Grande Armée aufzuhalten. Noch am selben Tag besetzten die Franzosen die Stadt Ried und marschierten weiter nach Westen, wo sie in Gaspoltshofen erneut auf Widerstand trafen.